# Homoneura replena
Homoneura replena är en tvåvingeart som först beskrevs av Walker 1859.  Homoneura replena ingår i släktet Homoneura och familjen lövflugor. Inga underarter finns listade i Catalogue of Life.